# のうりん

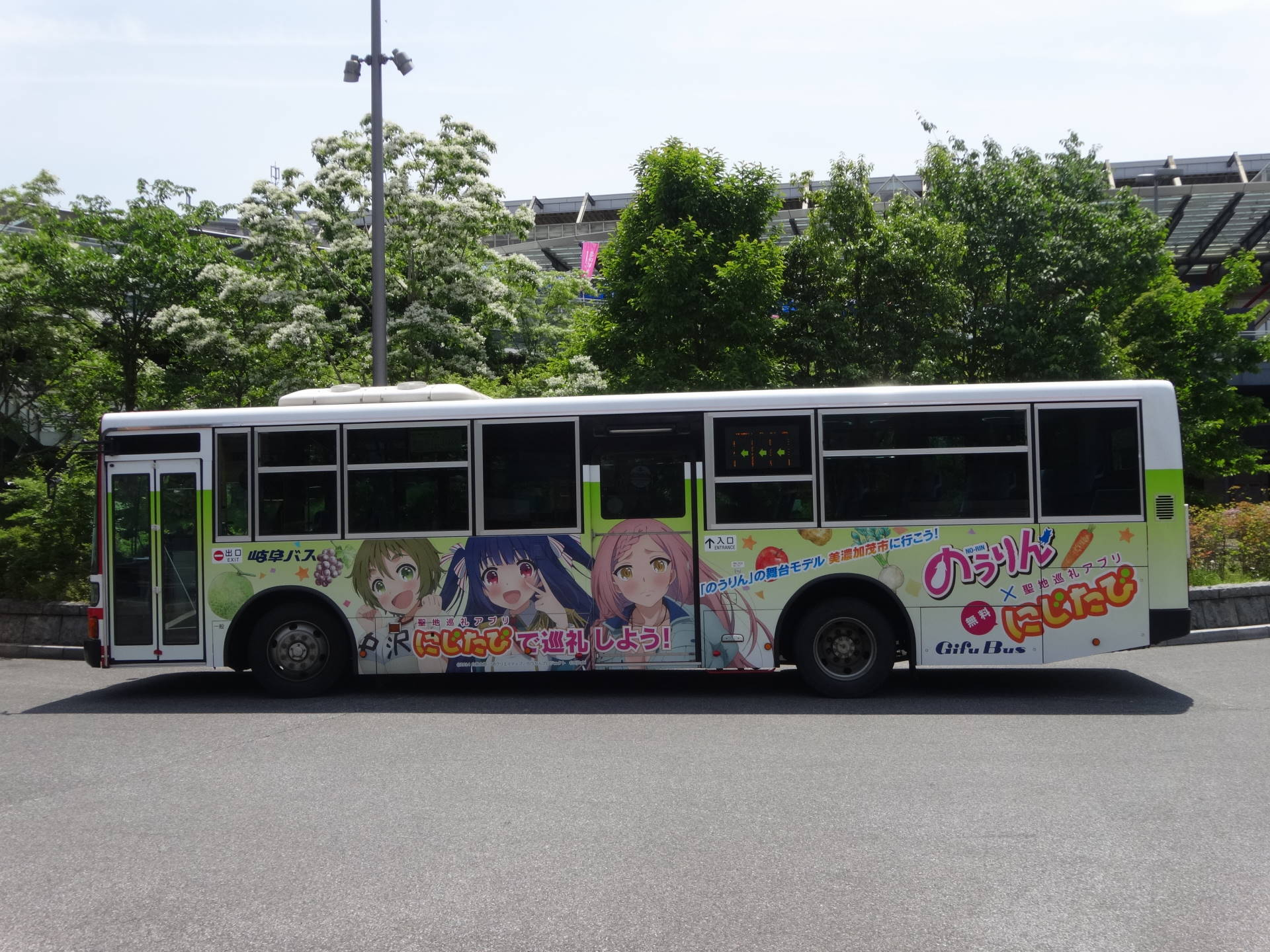
「のうりん」のキャラクターをラッピングした路線バス（JR岐阜駅前バスターミナルにて撮影）

『のうりん』は、白鳥士郎による日本のライトノベル。イラストは切符が担当している。GA文庫（ソフトバンククリエイティブ→SBクリエイティブ）より2011年8月から刊行されている。「みんなで選ぶベストラノベ2011」ではコメディ部門で1位、インパクト部門で2位をそれぞれ獲得している。第1回ラノベ好き書店員大賞では1位を獲得している。2015年9月時点でシリーズ累計部数は100万部を突破している。
2012年には『ヤングガンガン』にて漫画版の連載が開始され、ドラマCDが発売された。また、テレビアニメが2014年1月より3月まで放送された。
農業高校を舞台に、農業に青春をかける農業高校生たちの日常を描く。作品のジャンルは「農業系学園ラブコメディー」。

## あらすじ
岐阜県立田茂農林高等学校、通称「のうりん」の生産科学科2年A組栽培専攻に所属する畑耕作は、アイドルの草壁ゆかに熱を上げるちょっぴりアイドルオタク。同じく2年A組の栽培専攻に所属する世話焼き幼馴染・中沢農、頼れる親友の眼鏡美少年・過真鳥継、同じく2年A組だが畜産専攻の巨乳少女・良田胡蝶らとともに、明日の日本農業を担うべく騒々しい高校生活を送っていた。
そんなある日、ゆかの引退報道に衝撃を受け、耕作は寮の自室に引きこもる。同じく寮生の農と継に引かれて教室まで来ると、担任のアラフォー独身女教師・戸次菜摘が転校生を連れてくる。その転校生は、ゆかにそっくりな美少女・木下林檎だった。

## 登場人物
声の項はドラマCD版・テレビアニメ版同一のもの。

### 田茂農林高等学校

#### 主要人物
畑 耕作（はた こうさく）
声 - 浅沼晋太郎
本作の主人公。名古屋市生まれ、2年A組栽培専攻。ひなびた農村である愛生村から同校へ進学し、校内に併設されている学生寮「青田寮」に住みながら学級委員と寮長を兼務している。アイドルオタクで、アイドルの草壁ゆかに熱を上げるあまり、彼女と一緒に都会で農業をすることを夢見ており、自室をグッズだらけにするほど熱中していたが、林檎の芸能界引退からの転入で、幼馴染の農を含めた三角関係に立たされる。農以外にも多くの女子から好意を寄せられているが、気付いていない。その一方で、男性からもローズ花園からは本気、その他男子からはアクシデントによって言い寄られたりもしている。
学校の成績では及ばないが、農業技術に関しては自分より上だと、継より高く評価されている。議員相手に勝負を挑んだり、作中で登場する異才の生徒たちが行動を起こす時も、何かと頼られることが多い。マネー金上からはA組の優等生のひとりとみなされ、林太郎からは「俺たちのリーダー」と持ち上げられるなど、四天農からも一目置かれる存在である。
零細農家としての経験から、農薬の使用には安全性が保証される範囲内で肯定的。農協を支持しており、継や良田の立場には批判的である。
農業に憧れた両親に連れられて、都会から農村（愛生村）に引っ越したものの、両親は農業に失敗し、かつ母親は過労死するという過酷な過去を持つ。以来、父親は農業を放棄し他所に働きに出たため、耕作は中沢家に預けられ、父親とは何年も会っていない。そのため愛生村では、「きれいごとばかり言って田をダメにした男の息子」という見られ方をする微妙な立場であり、表立ってではないが、農たち中沢家以外の村民たちからは敬遠されやすい存在である。
木下 林檎（きのした りんご）
声 - 田村ゆかり
本作のヒロインの1人。2年A組栽培専攻。以前は東京で超人気美少女アイドルの草壁ゆか（くさかべ ゆか）として活躍していた。ハードな芸能活動で身心ともに疲れ切っていた時期に、耕作から贈られた野菜を食べて味に感動する。また、それに同封されていたファンレターで田茂農林の存在を知り突然引退。2年生の春に転入し、青田寮で耕作達と生活を共にすることになった。ただし、共同生活を送っている耕作たち以外の同級生には「草壁ゆかのそっくりさん」という形で接しながら学校生活を送っている。農業については初心者だったが、悪臭や害虫を気にしない性格ゆえに慣れていく。アイドルとして気の張った生活を送り続けていたためか、田茂農林での生活では毒舌が目立ち、後述する嫉妬深さも相まってドS傾向が見られるが、耕作自身はそれが彼女の優しさの裏返しであることに気付いている。
作中の女性の中で最も美形であるが、同時に貧乳でもあり、それがコンプレックスになっている。アイドル時代に受けた精神的疲労から笑顔を出せなくなっており、ほとんど感情を表に出さないが、耕作と継で下着談義で盛り上がっていた際には思いっきり呆れ顔になるなど、感情が埋没しているわけではない。耕作たちと寮で一緒に生活するうちに、アイドル時代の作り笑いとは異なる自身の「本当の笑み（喜び）」を取り戻していく。その生活の中で耕作へ特別な感情を抱くようになり、農たちに嫉妬する一面も見られる。
実はかなりのハッカーであり、パソコンを扱わせると、指が四十本あるかのような高速タイピング技能を示し、「まるで何かの映画のような感じ」とまで言われる。また、大食漢でもあるために食べ物には弱く、それをくれる人を過剰評価したり、食べ過ぎて激太りすることもある。
中沢 農（なかざわ みのり）
声 - 花澤香菜
本作のヒロインの1人。2年A組栽培専攻。耕作と同じ愛生村（現在は、郡上市の一部）出身の幼馴染にして同じ青田寮に住んでおり、際立って特徴的な美濃弁 を話す（ドラマCDの収録では、モデルとなった農業高校のOGが方言指導を担当した）。子供の頃は発育が悪かったが、現在は巨乳で大きな尻の安産型肥満体で、物語でも耕作から「デブ」「ベッキーよりも体型が崩れている」と言われている。一時期は食べ過ぎから激太りしてしまい、耕作が半ば冗談でその写真を故郷の農の家族へ送ったことから妊娠と誤解され、騒動となったこともある。太る原因ともなった料理の腕はかなりのものであり、寮生の食事は全て農が作っている。子供の頃に母を亡くした耕作には母代わりとして尽くしてきたが、林檎の転入以降は何かと林檎と張り合うせいで偶然強精剤を飲用した結果、全裸で耕作に迫ったりするなど、幼馴染以上の感情も芽生えつつある。
4人姉妹の次女で、NPO法人「ターンA」を主催している姉の士（つかさ）と双子の妹の工（たくみ）と商（あきな）がいる。耕作からは「中身おばちゃん」と言われるものの、林業工学科の生徒たちには「理想の嫁」と呼ばれるほどの美徳（気立て良し、愛想良し、ぽっちゃり、幼馴染、料理上手）を兼ね備えている。
父親は元農協の組合長で、継や良田の農協批判発言には、複雑な思いを抱いている。また、耕作の村での立場については気付いていない、もしくは自分（ないしは自家）が間に入れば何とかなる（時間が解決してくれる）というレベルの問題と認識しており、かなり軽く考えている。
過真鳥 継（かまとり けい）
声 - 羽多野渉
耕作の親友。2年A組栽培専攻。眼鏡をかけた美少年で、栽培専攻では成績トップで、開校以来最高の秀才と呼ばれる。耕作たちとともに青田寮に住む。農業の専門雑誌を愛読し、学校で習う以上に豊富な知識を持つが、やや机上の知識に偏っている傾向があり、それは本人も認める所で、農業技術に関しては耕作が上だと評価している。事あるごとにその豊富な知識を披露するが、知識を鼻にかけるような態度ではなく、むしろ他者の知識を認めて受け入れるタイプで、たとえばTPPの話題については、マネー金上から知識を受けた。そのため成績を競う良田とも関係は良好である。動物愛護団体が学校に抗議にやって来た際も、論戦を受けて立つようなことはせず、警察を呼んでお引き取り願った。
農業に関しては生真面目一途でクール。だが地球環境がらみの案件には思い込みが激しく、常軌を逸することもある。それ以外に関してはくだけた性格である。良田の前では「手に収まるくらいの胸の大きさが好み」と言っているが、実は耕作曰く「巨乳好き」らしい。また、耕作にさらに輪をかけた鈍感であり、良田や従妹の玲から恋慕の情を寄せられるが、全く気づいていない。
実家は元々、千葉のメロン農家であったのだが、当時、農業の作業過程で用いていた臭化メチルの薬害により、実母を亡くしている。実父は後に農業から6次産業化によって成功したものの、ビジネスライクで家族を顧みなかった父に反発して母方の叔母へ養子に入ったという、複雑な家庭事情の持ち主。その経歴から有機農法を至上としており、農薬や化学肥料の使用には否定的であるため、有機農法を実践する農家に師事している。
良田 胡蝶（よしだ こちょう）
声 - 井上麻里奈
耕作のクラスメート。2年A組畜産専攻。大地主のお嬢様で、作中の女性の中で一番の巨乳。畜産専攻で最高成績を誇り、また継と異なり机上の知識よりも実践的な経験豊富。田茂農林高農業クラブ (FFJ) のクラブ長を務めている。そのため、栽培専攻で最高成績の継とライバル関係にあるが、継に対して特別な感情がある様子で、しどろもどろになって終わるのがお約束。なお、耕作と継が論争になった時は、逆に仲裁する立場になっている。
尊大で不遜な言動をするが、実際の性格は「真性のM」「いじられキャラ」で、幼稚園児から「牛さんみたい」と玩具にされたこともある。また、緊張するとよく舌がもつれてしまう。
畜産、特に牛への情熱はかなりのもので、和牛の調教を学ぶため、新見高校に泊まりがけで出かけたほど。だが、そのおかげで人に対して厳しく当たることもある。家畜飼料として大量の穀物が使われているという現実を知った海外留学の経験から、継と逆に遺伝子組み換え技術には肯定的な考えを抱くが、帰国の直後時点では、それに関して継と正面きって対立はしなかった。動物愛護団体から抗議を受けた時はかなりのショックを受け、一時期は畜産への情熱を失っていた。
ボイン良田として四天農の1人とカウントされるが、それと同時に「四天農なのに5人」とノリツッコミが入る。第2巻時点ではおまけ的な扱いだったが、第8巻時点では「歴代四天農最強」として、四天農の筆頭扱いされている。
戸次 菜摘（べっき なつみ）
声 - 斎藤千和
耕作のクラス・2年A組の担任教諭（担当は家庭科）で、学校のOG。愛称はベッキー。40歳・未婚。
ぱっと見は若々しいが、度々厚化粧によるものという描写がなされている。朝礼や職員室で性的な妄想を語りまくる欲望丸出しの教師で、かつ、生徒に対し服を開けさせたり、家庭科の授業で女体盛りをやったり、修学旅行で女教師カルタというすべて下ネタの自作カルタを耕作や継に無理やりやらせるなど、生徒のトラウマになりかねないセクハラ攻撃を度々行う。結婚願望が強く、自分の生徒であっても守備範囲。更に相手が引く程貪欲で積極的。その為、なかなか結婚ができない。ただし、料理の腕は立つ。すべてにおいて暴走気味で、若さに嫉妬しタタリ神化して校内を暴れまわったり、美濃田茂市の新市長の所にテレビ中継の最中におしかけるなど、トラブルの種と化している。実は県議会議員の娘で、耕作にほれ込んだ父親が耕作とのお見合いを図ったこともある。また、母は岐阜県教育委員会のトップであり、更に叔父は岐阜県警の重鎮であるため、大抵の揉め事は黙殺、または極めて軽微な処分で終わっており、耕作からは「岐阜県内にいる限り無敵」と恐れられている。
若旦那（わかだんな）
声 - 加藤英美里
オーストラリアの姉妹校から友好の証に贈られたワラビーということになっているが、大人の事情で輸入の手続きやコストの問題で国内生育の中部地方生まれのものを飼育している。畜産専攻の生徒が世話しているが、耕作に懐いており、彼からも「ラブリー」と可愛がられている。性別をろくに確認せず若旦那と命名されたが実は雌である。

#### 四天農
田茂農林の2年のA - F組の学級委員で、それぞれのクラスを代表する俊英5人。四天農なのに何故か5人とツッコミが入れられている。
良田 胡蝶（よしだ こちょう） / ボイン良田
#主要人物を参照。
鈴木 燈（すずき あかり） / バイオ鈴木
声 - 大坪由佳
四天農の1人でB組生物工学科の学級委員。人形のように整った顔の美少女。ゴスロリ風に魔改造した学生服の上から白衣を羽織る風貌と、独特の言い回しが特徴。学内で頭脳集団とされるB組の中にあって、特に生物化学知識に長けているが、知識を鼻にかけて他人を見下す傾向があり、継に対してそういう態度を取ったことすらある。農に対して味噌などクラスで製造した製品を無償提供する代わりに、データ提供を依頼している。特に乳酸菌に拘りがあり、植物性乳酸菌「アナルBB」 を開発するほか、学内で作られているカルピス類似の乳酸菌飲料「ニューピス」を原液で飲む変人。ほか、市販品よりも効果の高い害虫除去のフェロモントラップや、異性を魅きつけるフェロモンを開発するなど、高校生の枠を超えた天才ぶりを示す。その一方で水田からメタンを回収して発電を行う実験の際は、化学は専門だが工学は専門外として竜頭蛇尾の結果に終わり、間が抜けた所も見せた。
重度の腐女子でド変態。ゆえに抜群の容姿ながら、男性にモテる機会を自ら逸している。腐女子の呼称を嫌って発酵の美少女を自称している。洋菓子のバター健・和菓子の和三盆きな子・駄菓子のポテトチップス小池という、いわゆる「スイーツ三銃士」を従えさせている。
宮本 林太郎（みやもと りんたろう） / ウッドマン林太郎
声 - 檜山修之
四天農の1人でF組林業工学科の学級委員で林産専攻。女性が多数派を占める田茂農林の中で、F組は唯一ほぼ男性のみのクラスで、それゆえ女生徒と仲良くなりたいという欲求が非常に強い。それでいて、「男女交際は交換日記から」「初体験は年上の女性と、海の見えるホテルの最上階で波の音を聞きながら」という、かなり乙女チックな恋愛願望の持ち主。
以前、唯一の女性のクラスメイトの長谷川と勘違いし、実習中に野生児を拾ってしまう。のちに再会した野生児・仙田愛に「こうび」を迫られ、逆に女性恐怖症となってしまった。もっともその後は、それなりに愛と仲良くなった様子だが、逆に林科の中での人望を失う結果となる。他の四天農が際立った才でその地位にあるのに対し、腕力で学級委員の地位を勝ち取ったため、特に才に優れているわけではなく、四天農の面汚し、安定の情弱と呼ばれている。中学校時代は自転車暴走集団『中濃連合』を率いて、1000人の中坊のトップに立っていた。ただし女性をひっかけるためにミードを自作するといった策略も行っており、単なる体力バカではない。
花園 カヲル（はなぞの カヲル） / ローズ花園
声 - 谷山紀章
四天農の1人でE組造園学科の学級委員。高校生でありながら、亡くなった先代の跡を継いで、土木会社『花園組』の若社長。校内きってのガーデニングの達人で、なおかつ最高のイケメンとの評判だが、真性のホモで継をその道に引き込んだ張本人でもある。入学時から耕作を狙っており、農や林檎を狙っていると見せかけた策略の末、見事にそのファーストキスを奪った。その後も耕作と会うたびに服を脱いだり、ホモネタを振ってくる。修学旅行で男子たちが女湯覗きを行った際は「女子の裸を見るより、自分の裸を見られたい」ということから、ひとりだけ覗きを阻止する立場にまわった。
農業に関しての深い信念を持ち合わせており、梨の伝染病予防のため美濃田茂市内のカイヅカイブキ伐採のため行動する。しかしその時の行動は、むしろ変質者が出没しているとの噂を広めてしまった。
金上 虎於（かねがみ とらお） / マネー金上
声 - 東内マリ子
四天農の1人でD組流通科学科の学級委員。名前に反して女性。銀髪、高い鼻と尖った顎、前髪で隠した片目など、一見して尋常ではない雰囲気を漂わせる。しかし美人で、内実スタイルも良く、裸身を見る機会を得た耕作曰く、成熟した女性の色気をもつとのこと。キツイ臭い汚い農業は女子高生のすることではないと言い切るが、学校の授業で金儲けができるのは農林高校だけということで、田茂農林を選んだ。それゆえ商魂たくましく、かつては「金上ファンド」という名で生徒から資金を集めて資産運用をし、それが発覚して停学処分を受けた。その後、耕作や胡蝶を引き込んで学校の実習農場での収穫物を売り出す際のマーケティングを手がけ成功するが、悪乗りしてバイオ鈴木やF組と組んでキノコ栽培の原木を腐女子向けのグッズとして売り出したことから、再度停学処分を食らった。ただし、単なる目先の金儲けではなく、もっと広い視野で物事を見つめている。D組の生徒たちからは「社長」と呼ばれて慕われ、また独居老人の境遇に同情して行動するなど義侠心を持ち合わせており、単なる金の亡者ではない。
一歩学業（商売）を離れればいたって普通の女子高生であり、ギャル文字で友人とメール交換したり、恋愛に心をときめかせたりしている。

#### 先代四天農
各務原幸子（かかみがはら さちこ）
生徒会長で、3年A組（生産科学科栽培専攻）在籍。髪が腰まである美少女。農業に関係することならどんな分野であろうと一切の死角が無く、「一人農協」の異名を持つ。登場当初は耕作ら2年生を「頼りない存在」とみなしていたが、緑園祭を通じてその力量を認めるようになる。
本来は高校卒業と同時に独立就農を目指していたが、就農に関する現実を見せつけられ、農業大学に行く以外の選択肢を奪われた。
山の渡辺（- わたなべ）
3年F組。肩幅が教室の扉ほどもある。
素晴らしき渡辺
3年E組。安全靴の長さ30センチメートルを誇る。
渡辺・ザ・レッド
3年D組。真夏に8時間花卉のハウスに入り続けた記録を持つ。
バレル渡辺
3年B組。1回の実習で200リットルのジャムを作り出す。

#### その他の生徒など
ジェーン・ナタリー・ハンセン三世
アメリカ合衆国テキサス州の姉妹提携校から来た交換留学生。年齢は10歳だが、飛び級によって本国では大学卒業済。出身大学はテキサスA&M大学で、専門領域はトウモロコシ（他穀類）から精製するバイオエタノールの加工利用。だが、家業を助けたい思いから才能のままに研究してきた内容が、あまりにも「家の仕事の実情」や「農業の本質」からかけ離れてしまったと感じたために、これは農業と違うのではないか？と疑問を抱く。研究畑を辞して世界中の農業を実地視察し、最後に日本に留学にやって来た。
姫川 アリーナ（ひめかわ アリーナ）
流通科学科の学生で日系ブラジル人4世。ブラジル国籍だが、日本で事業を興して成功した両親の下美濃田茂で生まれ、日本語を第一言語として育ったためポルトガル語はほとんど理解できない。しかし底抜けに明るく前向きなラテン気質な性格で、おてんば姫とのあだ名で呼ばれる。裸身を見る機会を得た耕作曰く、プロポーションも日本人離れしている。
長谷川 愛（はせがわ あい）
林科で唯一の女子生徒だったが、「男子校に入学した覚えはありません」と言って、1年時のゴールデンウイーク前に転校してしまう。そのことを知らなかった林太郎が、別人を長谷川愛と勘違いして林科に迎え入れたことが、後に騒動となる。
柿崎（かきざき）
声 - 越田直樹
レスリング部員で、全国大会出場選手。しかし脱走牛にはなすすべもなく倒された。
炉裏板（ろりいた） / ブラ不満（ブラフマン）
声 - 千葉一伸
A組男子生徒。ヒンヌー教の教祖「ブラ不満」として、教徒（ロリコンで貧乳好き）から崇め奉られる存在。幼稚園に隠し撮りに出かけて停学処分を食らったこともある、重度の変態。普段はとても良い人物だが、ロリコン関係の話題になると常軌を逸する。
小説には外見に関して「巨躯」とのみ記述されており、アニメでは痩せぎすに瓶底メガネをかけた神経質な印象。
バター健（バター けん）
声 - 川原慶久
バイオ鈴木配下のスイーツ三銃士のひとりで、同性愛者。バイオ鈴木のBL漫画のモデルとして、喜んで耕作を襲う。
ナイスガイ浜岡（ナイスガイ はまおか）
声 - 室園丈裕
ビーチバレーボール部の部長。海の無い県ゆえの苦労を抱えている。
蜂屋柿（はちやがき）
伝統食品継承部の部員。平安時代から蜂屋柿を吊るすための棕櫚紐を編む家系の末裔。
小野（おの）
現代動物調教研究同好会（後に部）の1年生部員。牛が好きで田茂農林に入学するも、周囲の反対で流通科学科選択を余儀なくされたため、牛に触れる機会を得るために入部する。動物に関してナイーブな感性をもち、アヒル農法に用いたアヒルを屠殺することに、激しく抵抗する。
木元（きもと）
F組生徒で日系ブラジル人。ロベルト本郷みたいな顔をしているとのこと。印象に反してサッカー部でなく、野球部でキャッチャーをしている。
山田（やまだ）
林科の留年生。安定木登り器「与作II」を使いこなすが、実習（YOSAKUと呼ばれる）においてトップを取れないため、卒業できる成績はありながら、毎年留年を繰り返し、『YOSAKUのヒーロー』と呼ばれる。自宅に木を植えて木登りの特訓に励む変人。
山内 真理雄（やまうち マリオ）・塁次（ルイージ） / スーパーキノコブラザーズ
林科でキノコ栽培を担当する、一卵性双生児。兄が赤、弟が緑の実習服を着ている。
土岐（トキ）
林科の木工専攻のトップ。痩せ型の白髪男性。林科百年の歴史の中で最も華麗な技を持つ天才で、素手で木材を加工することができる。本来から彼が四天農になるはずだったが、病弱で出席日数が足りず、林太郎にその座を譲った。
斉藤（さいとう）
林科の環境専攻のトップ。髪をオールバックにした鼻声の大男。愛に夢中になって人望を失った林太郎に代わって林科を仕切りはじめ、四天農の座を奪うべく、戦い（ジェンガ）を挑む。専門分野に関する知識は深く、確固たる信念も持ち合わせている。小学生らをカブトムシで釣って人気を集めており、子供の扱いにも手馴れている。
纐纈（こうけつ）
耕作らのクラスメイト、女子。いつもは物静かにしている。胡蝶と同じ酒祝町の出身で、小学校からずっと同じ学校。「こちょこちょ」という彼女の愛称を知っている。また、胡蝶が小学校3年生の頃から人並み外れた巨乳であったことを暴露した。
喪部山（もぶやま）、田辺（たなべ）、虹原（にじはら）、山岸（やまぎし）
声 - 木島隆一、越田直樹、バレッタ裕、長岡晃広
作中随所に登場する耕作らのクラスメイト。性的嗜好は貧乳派であり、喪部山はクラス一のお調子者という設定があるが、それ以外は目立ったセリフや役割などはなく、名前どおりモブキャラクターになっている。
丸山（まるやま）、加藤（かとう）、榊原（さかきばら）
2年B組の生徒。丸山は吹奏楽部所属、加藤はサッカー部所属で女子に人気のあるイケメン、榊原は文芸部所属で女性っぽい顔立ち。この3名にバター健を加えたメンバーで、バイオ鈴木監督・脚本による文化祭ステージ「ミュージカル・若『腐』物語」を演じた。
揚羽（あげは）
生産科学科畜産専攻が飼育している黒毛和牛。胡蝶が手塩にかけて育てた飛騨牛であり、共進会では優等賞一席間違いなし、予想落札価格は千六百万円と胡蝶は見ている。しかし、メンタル面で未だ幼いところがあり、時折脱柵しては校内を暴走し、止めようとする人たちを跳ね飛ばしている。そのため、メンタル強化の訓練のために耕作らの教室に連れてこられることがある。
潤（じゅん）
生産科学科が飼育している山羊。もとは山羊による雑草駆除の研究（という名目の雑務軽減）のためにやってきたが、「実はとことん役立たず」ということが判明する。食肉業者への処分依頼もやむなし、となりかけていたところに、継が「（山羊の口が届かない高さに実が生る）果樹園に放牧すればいいのでは？」と提案し、屠殺をまぬがれた。

#### 教職員
立川（たちかわ）
F組の担任。生徒の問題行動に対しては、鉄拳制裁で応じる。
陸奥 吾郎（むつ ごろう）
声 - 木島隆一
畜産の実習担当教諭で、現代動物調教研究部の顧問。冒頭で脱走牛のため負傷。その傷が癒えずに共進会も欠席し、下呂温泉で湯治した。ゆえに生徒の会話でとりあげられるだけで、本人は一度も作中に登場しない。アニメでは冒頭のシーンで声のみ登場している。
拓 魎子（ひらき りょうこ）
生物科学科の実習助手。毎年稲刈りの時期になると特耕服（とっこうふく）を身にまとい、コンバインにハコ乗りして訪れる。その言動、雰囲気は暴走族を思わせる。この4月に農薬を誤吸引する事故を起こし、半年後にようやく戻ってきた。ベッキーの暴走行為を抑えられる数少ない一人。
本来は独立就農する夢があったがかなわず、教員免許を持たない助手の立場では安月給で資金も貯まらないという、深刻な葛藤を抱えている。
永縄 鍬之介（ながなわ くわのすけ）
声 - 杉田智和
田茂農林の校長。学校では一番の古手で、素手で熊を絞め殺したなど虚々実々の伝説を数多く残している（耕介曰く）「濃い」人物。ベッキーの恩師でもあると共に、継の実父とも知己の間柄。耕作が学校行事の来賓の議員相手に勝負を挑んだ時も、怒るどころかハッパをかける豪快な人物。
岡崎（おかざき） / 所（ところ） / 佐藤（さとう） / 後藤（ごとう）
文化祭に向けて、ベッキーを含む5人の独身教員が集まって「ソロッズ」というバンドを結成するも、岡崎と所はバンドを組んで早々にデキてしまい、佐藤と後藤は既にデキていたにもかかわらずそれを隠してバンドに参加。結果、文化祭では正真正銘のソロとしてベッキーが独唱。あわせて他の4人の所業を暴露して復讐に及んだ。

### 生徒の家族縁者
中沢 士（なかざわ つかさ）
声 - 佐藤利奈
農の姉で、4人姉妹の長女。一人称は「オリ」、23歳。傍若無人な性格で、子供たちを集めては悪さをしていたので、「将軍」と仇名される。耕作同様、排他的な面や将来性に乏しい村を嫌い、中学卒業を機に村を出ていたが、愛生村を「理想の地域」とするために「ターンA」というNPO法人を設立し、村全体を使った「村コン（大規模な合コン）」を企画して村おこしをするため、村へと戻ってくる。姉妹仲は良い。
中沢 工（なかざわ たくみ）
声 - 東山奈央
農の妹で、4人姉妹の三女にして超絶美幼女。商とは双子で顔立ちも瓜二つだが、工の方が髪が短いので識別は容易。7歳。人見知りな性格だが、耕作を「あにま（お兄ちゃん）」と呼び、耕作も実の妹同然に可愛がっている。
中沢 商（なかざわ あきな）
声 - 五十嵐裕美
農の妹で、4人姉妹の末娘。姉よりも長髪なので女の子然としている。7歳。活発で物怖じしない性格で、工とは反対に姉の農に懐いている。いつも工と一緒にいるため、工が田茂農林高校へ行ってしまった時は酷く取り乱し、号泣し、茫然自失状態となった。
中沢 喜一（なかざわ きいち）
声 - 水内清光
農の父で、愛生村のトマト栽培農家。トマトの栽培方法の改良に熱心で、岐阜県の研究所から視察が来たほど。ただし自分のトマトを独自ブランドとはせず農協に全量出荷し、自らは販売に関与せず栽培技術の向上に努め、かつその技術を周囲にも広める道を選んだ。
中沢 久子（なかざわ ひさこ）
声 - 水落幸子
農の母。そのまま農が年をとったかのような容姿をしている。限界集落の住人らしく、耕作と農を蔵に閉じ込めて「間違い」を期待するなど、「孫のためならなんでもする（耕作・言）」行動力を持ち合わせている。
耕作の父親
名前は不明。名古屋市から妻と幼い耕作を引き連れて愛生村に移り住んで農業をはじめる。しかしながら美味い米を作ることに成功しながら、収益のことを全く考えない杜撰さを露呈し失敗。結果、夫婦で働きに出ることになり、過労により妻を失う。以降、耕作を中沢家に預け、村の外で働いており、耕作とは数年来顔を合わせていない。
校條 創（めんじょう はじめ）
声 - 小山力也
過真鳥 継の実父。日本で最も成功した六次産業と言われている会社「ヘキサテクス」の社長。継とは家庭の事情から不仲であり、田茂農林高校へやって来た際に、継と野菜の売り上げ勝負をすることになる。
校條 沙也果（めんじょう　さやか）
名前のみの登場、継の実母。夫の創とともに千葉県でメロン栽培をしていたが、ビニールハウス消毒のための臭化メチルの薬害によって死去した。
校條 KEIJIROU / スーパー農民K
過真鳥 継の叔父で、容貌は創とそっくり。指導営農士として、全世界で農業指導を行っている。
過真鳥 玲（かまとり れい）
過真鳥 継の従妹かつ義妹（継が養子に入れてもらった叔母夫婦の実子）。継に対する態度は絵に書いたようなステレオタイプなツンデレであり、継に恋慕を抱きながら逆の態度を取っているのは傍目からは明白であるが、継だけが全く気づいていない。
良田胡蝶の姉
名前は不明。胡蝶そっくりの容姿と巨乳。胡蝶曰く裸体主義者（ヌーディスト）で、肝心な所が隠れるギリギリの格好だが、当人は自然化主義者（ナチュラリスト）と呼んで欲しいとのことで、「人も農業も自然に近づくべきという信念」から裸でいる。国家公務員として農政に携わっていたが、今の農政に疑問を持ち、実家に帰ってきた。

### その他
姉小路 千草（あねこうじ ちぐさ）
飛騨アルプス農林高校の農業クラブ総大将。飛騨地方の名家の令嬢で、胡蝶と同じく大牧場のオーナーの娘。良田胡蝶のライバルで、彼女にも劣らないほどの巨乳の持ち主で、「姉小路乳房」と呼ばれる。日本刀を佩き、「小生」という一人称を用い、仲間から「御大将」と呼ばれ、尊大な振る舞いが目立つ。
伊佐治 高志（いさじ たかし）
農協職員で美濃田茂カントリーエレベーター勤務。後述する富良野に師事する立場だが、彼の言動には困らされることも多い。
ベッキーとは知己であり、幼稚園の頃に結婚の約束をして中学まで一緒だった。映画監督を目指して上京するも夢破れ、農協の職員となる。小学生の頃から教師を志し、夢を叶えたベッキーを高く評価している。
大森 純一（おおもり じゅんいち）
声 - 杉田智和
吹き矢の達人で「大森流吹き矢術」の開祖を自称する。実習用の畑が猿に荒らされた際に捕獲のために継が呼び寄せた。実際はノージョブで、吹き矢はリア充を攻撃する手段として用いる。
加賀城（かがじょう）
インターンシップとして耕作らが向かった「岐阜県農業大学校」の案内役。42歳の中年男性。農業大学校の説明、実習の監督などを行った。
久保田（くぼた）
美濃田茂市役所農業課職員で、知的眼鏡美女。自ら狩猟免許を取得し害獣駆除を行うほどの行動派。「やるんです！」が口癖。
同作者の『りゅうおうのおしごと!』特別編にも登場しているが、その際は「美濃田茂市でちょっとやらかした」ことが原因で、県の人材交流プロジェクトにかこつけて県庁に出向させられ、さらにそこから縁もゆかりもない関ケ原町の観光協会にボランティアとして派遣されるという憂き目にあっている。
佐藤 香苗（さとう かなえ）
声 - 三宅麻理恵
士が企画した「村コン」に参加した女性。東京で一般事務をしている26歳で、耕作いわく「かなりの美人」である。都会でのルーチン生活に疲れ、憧れの農村生活＆農家の長男ゲットを夢見て愛生村に乗り込んだ。村コン本番の席で耕作と知り合い、「都会の人がもつ田舎への憧れ」を語る。
ジェニー 水無川（ジェニー みなかわ）
ジェニーズ事務所社長。数多くのアイドルをプロデュースした。精神的に疲れていた草壁ゆか（木下林檎）の治療として、田茂農林通いを認めたものの、帰ってこない草壁ゆかに痺れを切らせて連れ戻しにやってきた。
仙田 愛（せんだ あい）
宮本林太郎が「森ガール」として連れてきた少女。林太郎は前述の長谷川愛を林科で育成した結果と考えていたが、実は別人で、どこからか紛れ込んだ正体不明の野生児。
中井（なかい）
長良川鉄道の運転士兼総務。ひとりで鉄道に乗って美濃田茂までやってきた工を、わざわざ農のところまで連れてきた親切な人。実在の人物（2014年3月17日付の著者のブログで紹介）。
中沢 竹夫（なかざわ たけお）
声 - 最上嗣生
耕作と農の実家がある愛生村の村長。農の家である中沢家（奈比のジロマ）が古くから地域のまとめ役を行っているため、同家の一族を目の上のたんこぶのように考えている。特に村のために様々な企画を打ち出す士には、村のあり方を守るという保守的な考えから、かなり苦々しい思いをしている。また、耕作に対しては彼の父親の失敗もあり、非常に冷たい態度を取る。
富良野（ふらの）
禿頭の老人で「監督」とあだ名される。元々サラリーマンであり、農業に転向するも農協と敵対し、自立して農業を行ってきた。古い世代からは「黒富良野」と忌み嫌われるが、若い世代からは支持され、農協も富良野に指導を頼むこととなった。しかし、現在でも既存の農家や農協に関して遠慮なく毒舌をふるう。
戸次（べっき）
戸次菜摘（ベッキー）の父、岐阜県議会議員。基本的には県民を想いやる善良な人物だが、やや尊大な面も見られる。
水島 素男（みずしま もとお）
32歳。岐阜県立刀鎌高校の物理担当教諭。ベッキーのお見合い相手だが、実はベッキーの父が県会議員、母が教育委員会のトップということで、断れば教職を追われると強制されてのものだった。
美濃田茂市長
第8巻時点で新市長として作中に登場。まだ20代で日本の市町村長として最年少でイケメン。初登庁の際にベッキーに押し掛けられて騒動となった。
群雲 りく（むらくも りく）
第7巻で本格的に登場。草壁ゆかと同じジェニーズ事務所に所属しているアイドル。林檎の振輿高校時代の同級生でもあり、その頃は事務所の命令もあって必死に「草壁ゆか」のサポートを行い、林檎はともかくとして本人は友人と思っていた。突如アイドルを辞めて農業高校へと行ってしまった彼女を恨んでおり、引退後も影響力を残す「草壁ゆか」に対して強烈な悪意を抱いている。外見はツインテールの美少女だが、実は男の娘である。
鷲尾 勲（わしお いさお）
岐阜県最大のスーパーマーケットチェーン「パローフーズ」の会長

## 用語

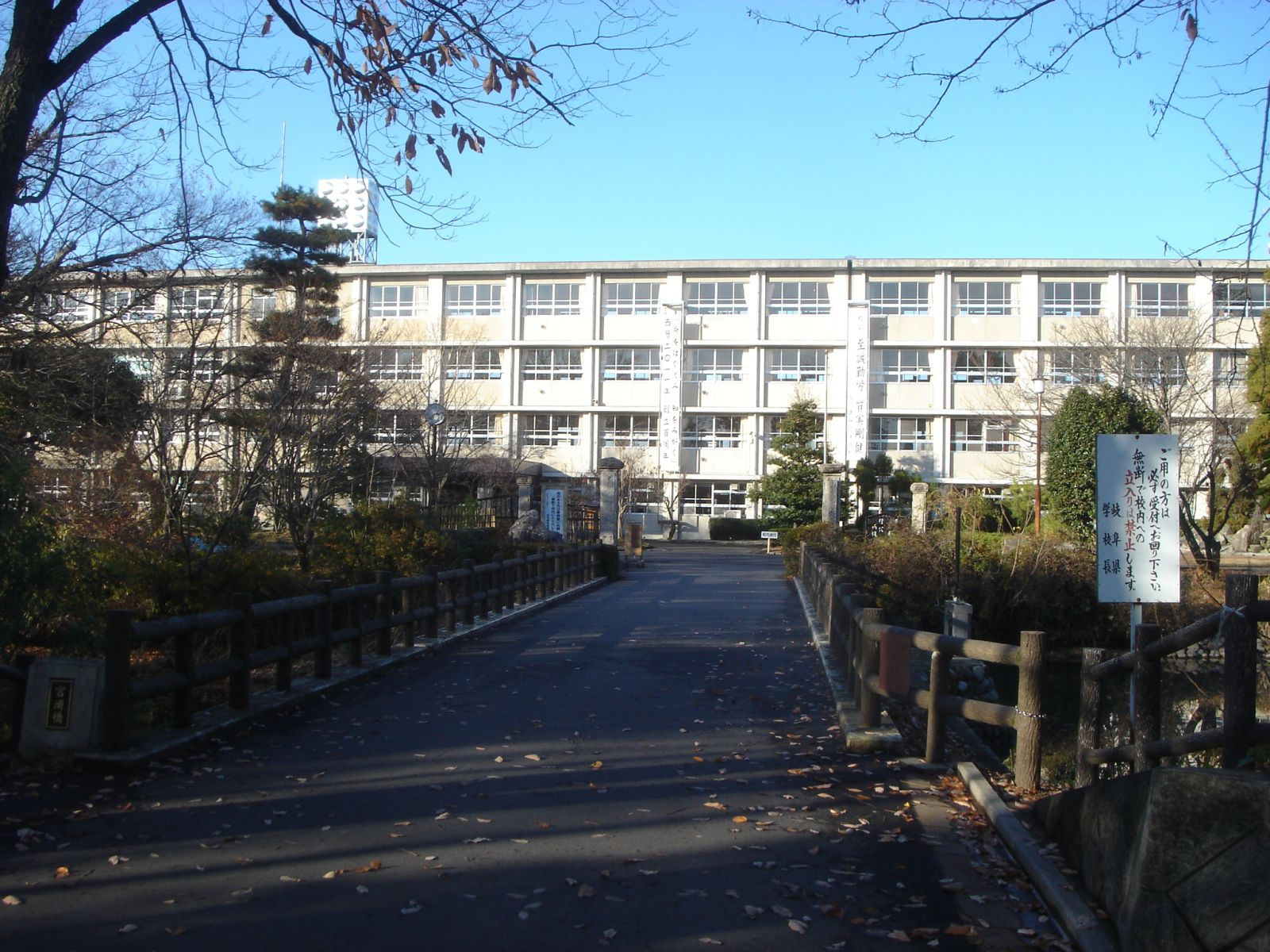
岐阜県立田茂農林高等学校のモデルになった岐阜県立加茂農林高等学校。後述のテレビアニメ版でも使用されている。

岐阜県立田茂農林高等学校
岐阜県中濃地方にある架空の農業高等学校。通称は「のうりん」。明治45年創立で、100周年を迎える伝統校である。1学年5クラスで、学ぶ内容により生産科学科、生物工学科、流通科学科、造園学科、林業工学科に分かれている。2年に進級すると、学科内でも各専攻に分かれる。
学校のモデルは岐阜県立加茂農林高等学校。本作が縁で、作者は美濃加茂市図書館の講演会に講師として招かれた。
岐阜県のライバル校として、西濃地方の大餓鬼農林（岐阜県立大垣農業高等学校）、東濃地方の恵馬農林（岐阜県立恵那農業高等学校）、飛騨地方の飛騨アルプス農林（岐阜県立斐太農林高等学校）がある。
特別編 によれば、学校の側を高山線が走っており、同線を挟んだ反対側には普通科の進学校である田茂高校（岐阜県立加茂高等学校）があるほか、少し離れたところの果樹園の真ん中に私立美濃田茂高校（美濃加茂中学高等学校）がある。特に美濃田茂高校とはよく間違われるらしい。
生産科学科
通称A（Agricultureの略）組。野菜や果物といった農作物や、牛や鶏のような家畜に関する、一般人がイメージする「農業」を学ぶ学科。植物を専門に扱う「栽培専攻」と動物を専門に扱う「畜産専攻」がある。畜産専攻では家畜に限らず色々な動物の飼育方法を学ぶため、卒業後にペットショップに就職する者もいる。耕作たち主要人物は皆この生産科学科に属している。
生物工学科
通称B（Biologyの略）組。農業に関わる微生物など（細菌、酵母など）に関する技術を学ぶ学科。そのため、発酵に関する研究機材が非常に多い。また、食品製造専攻はパンなどの小麦を原料とした食品や生産科学科から出た選果クズを使ってのジャムなどの製造を学ぶ専攻であり、製品は後述の「グリーンショップたものう」に並ぶ。所属する女子はなぜか腐女子が多い。
流通科学科
通称D（Distributionの略）組。農業経営に関するノウハウを学ぶ学科。観葉植物（鉢植えなどの草花類）に関する技術も学ぶ（「草花専攻」として別コースとなっている）。グリーンショップたものうの経営も行っており、時には生徒が作ったフォトスタンドなども売りに出される。在科生の9割は女子であり、独自の文化圏を形成している。
造園学科
通称E（Engineeringの略）組。個人宅の庭園や公園などに関する技術を学ぶ学科。園芸に使用される樹木や花壇、農業に使用するビニールハウスなどの管理を学ぶ施設管理専攻と施設となる場所の土台の製作及び管理に関する技術を学ぶ土木専攻に分かれる。そのため、高木での作業を行うための高所作業車、公園を作るための地ならしをするロードローラーなど特殊車両の扱いも学ぶ。現四天農の1人であるローズ花園がゲイであることもあり、学科内にはかなりの数のホモがいるとされている。
林業工学科
通称F（Forestの略）組。森林の管理全般に関する技術を学ぶ学科。森林や木材の管理を学ぶ林産専攻、伐採された木材の加工に関する木工専攻、山林の自然環境とその回復に関する技術を学ぶ環境専攻に分かれる。このうち、環境専攻は数十年前に廃科となるが、耕作らが入学する年に復活した。また、伐採した樹木を用いての茸栽培や食品の燻製なども学ぶ。
頭脳以上に腕力と体力がモノをいう学科であり、「18歳までに実習という名の死闘を百回繰り返し、生き延びた者にしか卒業資格を与えない」とうそぶかれ、1年の半分以上を山中の実習に費やす、超ガテン系学科。そのため、女子の生徒数が男子の2倍とされている田茂農林において全員男子という驚異的な数字を維持している。
しかし、完全な脳筋学科というわけではなく、環境保全・回復に関する深い知識やCADを用いての設計図製作、実際の製作など、文武両道、質実剛健といった徳性を求められる学科でもある。
青田寮
学校の敷地内に設置される学生寮。かつては多数の生徒が入寮していたが、今では耕作たち5名の寮生が暮らすのみ。寮母の教師などはおらず、耕作が寮長を務める。
グリーンショップたものう
各学科で製作した商品（野菜、卵、パン、木工品など）を販売する学内直営店。生徒たちが実習で製作したものとはいえ、新鮮な食材などが格安で購入できるとあり、毎日品切れが続出している。この店の店員は、流通科学科の生徒が当番実習として交代制で行っている。
緑園祭（りょくえんさい）
毎年11月に行われる、田茂農林高校最大のイベント。初日は体育祭、2日目は文化祭、3日目は本祭と、3日かけて行われる。特に本祭は一般人来場可の上、生徒たちが製作したものを購入できるとあって、毎年5千人以上が来校する。
作中では「開校百周年」が重なり、例年以上に豪華かつ来校者の多い祭りとなった。

ガイア
農業を行う者が心の中に持つ潜在能力とされているが、それが確認できるのは田茂農林高校の生徒とベッキーのみ（主にベッキー）。ガイアを高めることによって、常識ではありえない攻撃（アラフォー幻魔拳、アラフォーディメンション、など）を放ったり、周囲の大気を振るわせたりできる。その時々で「萌」「気」「力」「農力」などの当て字がなされる。先代四天農が作った「闘度計（セレクター）」と呼ばれる機械によって、ガイアの内包量を機械的に計測できるらしい。2年生の平均数値は1000前後、ベッキーのそれは53万。
美濃田茂市
田茂農林高校が存在する市。モデルは美濃加茂市。外国人労働者の問題、大手企業の工場の撤退、全国最年少の市長の誕生など、モデルとなった市と同じエピソードが多々盛り込まれている。
美濃文田駅
「みのもんたえき」と読む。長良川鉄道の美濃田茂市内にあり、田茂農林高校最寄の駅。モデルは美濃太田駅。テレビアニメ版では、作中の市名と同じ「美濃田茂駅」となっている。

愛生村
耕作や農らの実家がある農村。ただし、一般的な都市と違い、畑や田んぼの隙間に集落が点在する形となっている。その面積は極めて広く、愛生駅から農の実家まで車で30分かかる。基本的に何もない田舎だが、公民館の隣にサークルKがある。限界集落に近く住民の多くが高齢者である。猿害に悩まされているため、住民は常にエアガンを携帯し、猿を威嚇している。
村民のほとんどが中沢姓のため、郵便物などは屋号で識別される。
モデルは旧郡上郡相生村（後に市町村合併で八幡町となり、現在は郡上市）。作中でも"郡上"の真ん中に位置すると説明され、村の住民は郡上弁を話している。作中の設定においては、愛生村は隣接町村との合併を拒否し、財政赤字に悩んでいるという描写になっている。また、作中の会話から農の父親を組合長の座から引きずり下ろす算段も村内の談合で行った様子であり、農協についても広域合併がなされておらず、愛生村内だけの単協の様子。
愛生駅
長良川鉄道の愛生村内の駅。小説では「駅の周囲には線路と山しかない」と説明されている。モデルは相生駅。現実の郡上市八幡町に存在する相生駅では、駅名標の住所が「岐阜県郡上郡八幡町」と旧地名表記だが、テレビアニメ版ではそれがそのまま再現されている。

その他の市町村
作中には、美濃田茂市（美濃加茂市）や愛生村（郡上市）の他、蟹市（可児市）、酒祝町（加茂郡坂祝町）、絵馬市（恵那市）、大餓鬼市（大垣市）、刀鎌市（多治見市 - 作者のデビュー作『らじかるエレメンツ』の舞台）など、実在地名をもじった、岐阜県下の架空地名が登場する。ただし、岐阜市・高山市・関市・加茂郡川辺町については、実際の地名で登場するほか、大垣市にあった大垣城についてはそのまま実名で紹介された。
長良川鉄道
美濃田茂市、愛生村などを沿線とする、第三セクター鉄道会社。現実に存在する企業名をそのまま用いている。零細企業であるため、総務担当者が列車の運転士を兼務している（少なくとも運転士資格を持つ人間が総務を担当しているのは、事実として著者のブログで紹介されている）。
マカダミアナッツ
動物愛護団体。田茂農林に押し掛け、家畜の飼育を「動物虐待だ」として抗議を行った。このため、良田は一時的に畜産への情熱を失う。代表のピーター・ワシントンは地球戦士（アース・ウォーリアー）を自称し、一般人が菜食主義者へ持つイメージから逸脱するほど肥え太っている。警察に逮捕された際は、取調室で出された牛丼を美味しく食べたとのこと。

## 既刊一覧

### 小説
- 白鳥士郎（著） / 切符（イラスト） 『のうりん』 ソフトバンク クリエイティブ→SBクリエイティブ〈GA文庫〉、既刊13巻（2016年10月15日現在[注 16]）
  1. 2011年8月31日初版第一刷発行（8月15日発売[15]）、ISBN 978-4-7973-6690-7
  2. 2011年11月31日初版第一刷発行（11月15日発売[16]）、ISBN 978-4-7973-6811-6
  3. 2012年3月31日初版第一刷発行（3月15日発売[17]）、ISBN 978-4-7973-6896-3
  4. 2012年8月31日初版第一刷発行（8月11日発売[18]）、ISBN 978-4-7973-7135-2
  5. 2012年12月31日初版第一刷発行（12月15日発売[19]）、ISBN 978-4-7973-7252-6
  6. 2013年4月30日初版第一刷発行（4月15日発売[20]）、ISBN 978-4-7973-7336-3
  7. 2013年9月30日初版第一刷発行（9月14日発売[21]）、ISBN 978-4-7973-7521-3
  8. 2014年1月31日初版第一刷発行（1月15日発売[22]）、ISBN 978-4-7973-7657-9
    - ドラマCD付き限定特装版 2014年1月15日発売[23]、ISBN 978-4-7973-7558-9

  9. 2014年7月31日初版第一刷発行（7月15日発売[24]）、ISBN 978-4-7973-7753-8
  10. 2015年3月31日初版第一刷発行（3月13日発売[25]）、ISBN 978-4-7973-8292-1
    - ドラマCD付き限定特装版 2015年3月13日発売[26]、ISBN 978-4-7973-8233-4

  11. 2015年9月30日初版第一刷発行（9月15日発売[27]）、ISBN 978-4-7973-8499-4
  12. 2016年3月31日初版第一刷発行（3月15日発売[28]）、ISBN 978-4-7973-8707-0
  13. 2016年10月31日初版第一刷発行（10月15日発売[29]）、ISBN 978-4-7973-8942-5

### 漫画
- 白鳥士郎（原作） / 切符（キャラクター原案） / 亜桜まる（作画） / 松浦はこ（構成協力） 『のうりん』 スクウェア・エニックス〈ヤングガンガンコミックス〉、全8巻
  1. 2012年8月10日発売[30]、ISBN 978-4-7575-3688-3
  2. 2012年12月15日発売[31]、ISBN 978-4-7575-3811-5
  3. 2013年4月15日発売[32]、ISBN 978-4-7575-3947-1
  4. 2013年12月25日発売[33]、ISBN 978-4-7575-4165-8
  5. 2014年3月25日発売[34]、ISBN 978-4-7575-4239-6
  6. 2014年7月14日発売[35]、ISBN 978-4-7575-4382-9
  7. 2015年1月24日発売[36]、ISBN 978-4-7575-4543-4
  8. 2015年9月12日発売[37]、ISBN 978-4-7575-4733-9
- 白鳥士郎（原作） / 切符（キャラクター原案） / 琴慈（作画） 『のうりん プチ』 スクウェア・エニックス〈ビッグガンガンコミックス〉、全2巻
  1. 2014年1月16日発売[38]、ISBN 978-4-7575-4198-6
  2. 2014年8月25日発売[39]、ISBN 978-4-7575-4373-7
- 白鳥士郎（原作） / 切符（キャラクター原案） / 町田とし子（漫画） 『のうりん 野生 -ガイヤ-』 SBクリエイティブ、全2巻
  1. 2014年3月25日発売[40]、ISBN 978-4-7973-7658-6
  2. 2014年11月11日発売[41]、ISBN 978-4-7973-8019-4

## ドラマCD
『ドラマCD のうりん』
HOBiRECORDS、2012年4月27日発売。

## テレビアニメ
2013年3月にテレビアニメ化が発表され、2014年1月から3月にかけて放送された。
アニメ化に際しては舞台のモデルとなった岐阜県美濃加茂市が市長・藤井浩人の応援メッセージ動画を配信し、第1話の「宇宙最速上映会」も2013年12月21日に同市で開催された。また、同市はエンディングにおいて製作協力としてクレジットされている。先行上映はアニメイト名古屋店・岐阜店でも同月23日に行われている。
キャストは2012年発売のドラマCDからの続投となる。
2015年11月4日には、美濃加茂市観光協会とのコラボレーションの一画として制作されたスタンプラリーの告知ポスターがJR美濃太田駅に貼り出されたが、胡蝶の胸元を強調した絵柄がセクハラだという批判がTwitter上で殺到したため、11月29日に撤去、12月7日には新たなポスターを掲載した。

### スタッフ
- 原作 - 白鳥士郎[6]
- 監督 - 大沼心[6]
- シリーズ構成 - 横手美智子[6]
- キャラクター原案 - 切符[6]
- キャラクターデザイン - 小野田将人[6]
- プロップデザイン - 澤入祐樹[12]、高橋賢[12]
- 美術監督 - 古賀徹[12]
- 色彩設計 - 重冨英里[12]
- 撮影監督 - 寺本友紀[12]
- CGディレクター - 稲葉葵
- 編集 - 坪根健太郎[12]
- 音響監督 - 鶴岡陽太[6]
- 音楽 - 菊谷知樹[12]、松田彬人[12]
- 音楽プロデューサー - 丸山真琴[12]
- 音楽制作 - フロンティアワークス[12]
- プロデューサー - 深尾聡志(博報堂DY&MP)[12]、田中信作[12]、瀬川栄樹[12]、長瀬奈津子[12]、吉田敦則[12]、金子逸人[12]
- アニメーションプロデューサー - 中川二郎[12]
- アニメーション制作 - SILVER LINK.[6]
- 製作 - のうりんプロジェクト[6]

### 主題歌
オープニングテーマ「秘密の扉から会いにきて」（第2話 - 第11話）
作詞 - 畑亜貴 / 作曲 - 太田雅友 / 編曲 - 太田雅友、EFFY / 歌 - 田村ゆかり
第1話、第12話はエンディングテーマとして使用。
エンディングテーマ
「も・ぎ・た・て♥フルーツガールズ」（第2話、第5話 - 第7話、第9話）
作詞 - 中野愛子 / 作曲・編曲 - 山口朗彦 / 歌 - 木下林檎（田村ゆかり）、中沢農（花澤香菜）
「みのりのぞっこん未来予報♥」（第3話）
作詞 - 中野愛子 / 作曲・編曲 - manzo / 歌 - 中沢農（花澤香菜）
「ポニーテールの四十」（第8話）
作詞 - 中野愛子、水野大輔 / 作曲・編曲 - 水野大輔 / 歌 - ベッキー（斎藤千和）
「君と*にゅう*DAY♡」（第10話）
作詞 - 中野愛子 / 作曲 - 藤本記子 / 編曲 - 福富雅之 / 歌 - 良田胡蝶（井上麻里奈）
「コードレス☆照れ☆PHONE」（第11話）
作詞 - 中野愛子 / 作曲 - 谷正太 / 編曲 - 菊谷知樹 / 歌 - 木下林檎（田村ゆかり）

挿入歌「コードレス☆照れ☆PHONE」（第1話）
作詞 - 中野愛子 / 作曲 - 谷正太 / 編曲 - 菊谷知樹 / 歌 - 草壁ゆか（田村ゆかり）

### 各話リスト
| 話数   | サブタイトル               | 脚本         | 絵コンテ         | 演出             | 作画監督 | 総作画監督          |
| ------ | -------------------------- | ------------ | ---------------- | ---------------- | --- | ------------------- |
| 第1限  | 厨脳ラブストーリー         | 横手美智子   | 大沼心           | 玉村仁 大沼心    | 古川英樹、世良コータ 澤入祐樹、若山政志                                                                                    | 小野田将人          |
| 第2限  | キング・オブ・ファーマーズ | 横手美智子   | ワタナベシンイチ | 小野田雄亮       | 若山政志、古屋けだま おがわいちろを                                                                                        | 古川英樹            |
| 第3限  | スーパー姑大戦 実習篇      | 横手美智子   | 大地丙太郎       | 澤井幸次         | さのえり、服部憲知 青木まり子                                                                                              | 古川英樹            |
| 第4限  | 君が見せた笑顔             | 横手美智子   | 玉村仁           | 玉村仁           | 柴田志朗、崎口沙織 若山政志、藤原未来男                                                                                    | 小野田将人          |
| 第5限  | 五人の四天農               | 横手美智子   | ワタナベシンイチ | いとがしんたろー | 山村俊了、竹森由加 深沢謙二                                                                                                | 古川英樹            |
| 第6限  | 萌（めぐみ）の錬金術師     | 高山カツヒコ | 二瓶勇一         | 佐藤光           | 北原章雄、ホン・ソクビョ                                                                                                   | 古川英樹            |
| 第7限  | 号泣サラダ                 | 横手美智子   | 錦織博           | 福多潤           | 本田辰雄、佐藤麻里那 小林雅美                                                                                              | 小野田将人          |
| 第8限  | クッキングババ             | 高山カツヒコ | 喜多幡徹         | 喜多幡徹         | 世良コータ、服部憲知 渡辺亜彩美、藤原未来男                                                                                | 古川英樹            |
| 第9限  | 学校の海パン               | 高山カツヒコ | ワタナベシンイチ | 嵯峨敏           | 福島豊明、桜井木ノ実 池田竜也、山崎輝彦 西川雅史                                                                           | 古川英樹            |
| 第10限 | 究極と至高の野菜対決!      | 横手美智子   | ワタナベシンイチ | 千葉大輔         | 飯飼一幸、田中紀衣 | 小野田将人          |
| 第11限 | あかるいのうそん           | 横手美智子   | 澤井幸次         | 澤井幸次         | 若山政志、林進昱 | 古川英樹            |
| 第12限 | みんなののうりん           | 横手美智子   | 玉村仁 福多潤    | 玉村仁           | 服部憲知、深澤謙二 佐藤綾子、水野隆宏 小川浩司、世良コータ 櫻井司、山本周平 平田和也、澤入祐樹 山吉一幸、北原章雄 古川英樹 | 小野田将人 古川英樹 |

### 放送局
| 放送地域 | 放送局       | 放送期間                | 放送日時                     | 放送系列       | 備考                     |
| -------- | ------------ | ----------------------- | ---------------------------- | -------------- | ------------------------ |
| 東京都   | TOKYO MX     | 2014年1月11日 - 3月29日 | 土曜 1:00 - 1:30（金曜深夜） | 独立局         |                          |
| 愛知県   | テレビ愛知   | 2014年1月12日 - 3月30日 | 日曜 2:20 - 2:50（土曜深夜） | テレビ東京系列 |                          |
| 兵庫県   | サンテレビ   | 2014年1月13日 - 3月31日 | 月曜 1:00 - 1:30（日曜深夜） | 独立局         |                          |
| 岐阜県   | 岐阜放送     | 2014年1月13日 - 3月31日 | 月曜 2:20 - 2:50（日曜深夜） | 独立局         | 原作者在住地・作品の舞台 |
| 日本全域 | BS11         | 2014年1月14日 - 4月1日  | 火曜 0:30 - 1:00（月曜深夜） | BS放送         | 『ANIME+』枠             |
| 日本全域 | アニマックス | 2014年1月17日 - 4月4日  | 金曜 22:00 - 22:30           | BS/CS放送      | リピート放送あり         |
| 日本全域 | アニマックス | 2014年1月18日 - 4月5日  | 土曜 22:30 - 23:00           | BS/CS放送      | [ 注 19 ]                |

| 放送地域 | 放送局             | 放送期間                | 放送日時           | 放送系列   | 備考 |
| -------- | ------------------ | ----------------------- | ------------------ | ---------- | ---- |
| 日本全域 | dアニメストア      | 2014年1月12日 - 3月30日 | 日曜 12:00 更新    | ネット配信 |      |
| 日本全域 | ニコニコチャンネル | 2014年1月12日 - 3月30日 | 日曜 12:00 更新    | ネット配信 |      |
| 日本全域 | ニコニコ生放送     | 2014年1月12日 - 3月30日 | 日曜 23:00 - 23:30 | ネット配信 |      |
| 日本全域 | バンダイチャンネル | 2014年1月17日 - 4月4日  | 金曜 12:00 更新    | ネット配信 |      |

### BD / DVD
| 巻           | 発売日        | 収録話          | 規格品番  | 規格品番  |
| 巻           | 発売日        | 収録話          | BD        | DVD       |
| ------------ | ------------- | --------------- | --------- | --------- |
| 1            | 2014年4月9日  | 第1話 - 第2話   | MFXN-0013 | MFBN-0007 |
| 2            | 2014年5月2日  | 第3話 - 第4話   | MFXN-0014 | MFBN-0008 |
| 3            | 2014年6月4日  | 第5話 - 第6話   | MFXN-0015 | MFBN-0009 |
| 4            | 2014年7月2日  | 第7話 - 第8話   | MFXN-0016 | MFBN-0010 |
| 5            | 2014年8月6日  | 第9話 - 第10話  | MFXN-0017 | MFBN-0011 |
| 6            | 2014年9月3日  | 第11話 - 第12話 | MFXN-0018 | MFBN-0012 |
| BOX          | 2016年3月25日 | 第1話 - 第12話  | MFXN-9001 | -         |
| 全話いっき見 | 2020年3月25日 | 第1話 - 第12話  | MFXN-9006 | -         |

### 応援番組
『のうりんてぃーびぃー』のタイトルで、2013年7月より2014年4月までニコニコチャンネルにて配信された。全12回。出演はバイオ鈴木役の大坪由佳とマネー金上役の東内マリ子で、両名が実際に農作業をして収穫を得るまでが描かれた。

### webラジオ
『TNRちゃんねる のうりんレディオ!!』のタイトルで、2014年1月10日から3月28日までニコニコチャンネルとアニメイトTVにて配信された。隔週金曜更新。出演は畑耕作役の浅沼晋太郎。

### コラボ関連
- 長良川鉄道越美南線 - 劇中に登場。第4巻では宣伝ポスターが登場する。テレビアニメでは長良川鉄道が「製作協力」としてクレジットされている。
- FC岐阜（岐阜県立岐阜農林高校のコラボ商品販売や『ガールズ&パンツァー』とのコラボイベント実施） - 2014年8月31日のJリーグ ディビジョン2公式戦（対東京ヴェルディ戦）でコラボ企画を実施。2015年はJリーグ ディビジョン2公式戦（対東京ヴェルディ戦と対水戸ホーリーホック戦）でのコラボ企画アニ×サカ!!の一環として実施。2016年もJリーグ ディビジョン2公式戦（対水戸ホーリーホック戦）でコラボ企画アニ×サカ!!の一環として実施した。この際、2014年8月のイベントでは岐阜農林高校の商品が販売された。また、2015-2016年の水戸ホーリーホック戦の2試合では『ガールズ&パンツァー』とのコラボイベントもあった[48][49][50]。
  - 所属選手の高木義成は白鳥との交流があり、Twitter上などで自身を「のうりんおじさん」などと呼んでいる。
- PS Vita用ゲームソフト『ミラクルガールズフェスティバル』にキャラクターと作中で使用された一部楽曲が収録された。

## 美濃加茂市観光協会のポスター問題
2015年、岐阜県の美濃加茂市観光協会がのうりんとコラボしたスタンプラリー「みのかもまるっとスタンプラリー2015」を実施した。しかし、その宣伝ポスターでは良田胡蝶の胸元が強調されたデザインとなっていたため、「セクハラではないか」との批判を受けた。そのため、観光協会は掲示していたポスターを撤去し、謝罪文を掲載した。